# Domosław
Domosław [pronunciación en polaco: /dɔˈmɔswaf/] es un pueblo ubicado en el distrito administrativo de Gmina Winnica, dentro del Condado de Pułtusk, Voivodato de Mazovia, en el este de Polonia central. Se encuentra aproximadamente a 3 kilómetros al sureste de Winnica, a 11 kilómetros al suroeste de Pułtusk, y a 47 kilómetros al norte de Varsovia.